# Law & Order
Law & Order (da: I lovens navn) er en amerikansk krimiserie, der udspiller sig New York. Serien kørte fra 1990 indtil 2010.
Serien er produceret af Dick Wolf, omend den senere er blevet sat i forbindelse med 1960'ernes Arrest and Trial. Wolf har efterfølgende udtalt, at han ikke kendte til Arrest and Trial da han indledte arbejdet på Law & Order, omend både koncept og titel kan have en slående lighed.
Serien pilotafsnit blev produceret allerede i 1988, men aldrig sendt som et sådant afsnit. I stedet blev det senere afsnit 6 i første sæson, og fik endelig sin transmission i 1990 på NBC.
Serien affødte flere spin-offs, heriblandt Law & Order: Special Victims Unit.

## Overblik
Serien blev sendt fra 1990 og bestod ved sin afslutning i 2010 af 20 sæsoner og 456 afsnit. Udover at blive sendt i tv, blev sæsonerne også udgivet på DVD, præcis som mange andre serier også bliver det.
Med enkelte undtagelser indledes alle afsnit med en forbrydelse. Dernæst følger man politiets arbejde, og senere hen advokaternes arbejde i retten. Dog kan begivenhederne sagtens overlappe hinanden, og ofte dukker politi-karakterer op imens advokaterne er i fokus, og også omvendt.
Ulovlighederne som begåes er ofte udspekulerede og komplekse, og om ikke andet vil der være faktorer som gør at de bliver kompliceret at opklare. Dette sker nogle gange i virkeligheden, men faktisk er opgaverne ofte mere simple end de fremstilles i serien. Dette træk er naturligvis gjort, for at serien ikke bliver tilregnelig og på sigt kedsommelig, for den almene seer.